# Сравнительная анатомия

Сравнительная анатомия изучает сходства и различия организмов. На иллюстрации показаны гомологичные кости верхней конечности некоторых четвероногих.

Сравнительная анатомия (сравнительная морфология) — биологическая дисциплина, изучающая общие закономерности строения и развития органов и систем органов при помощи их сравнения у разных систематических групп.

## История
Основы сравнительной анатомии были заложены Аристотелем. С IV века до н. э. до XVIII века н. э. было описано значительное количество эмбрионов животных. В XVII веке одним из наиболее ранних трактатов, посвященных сравнительной анатомии, был трактат «Демокритова зоотомия» (1645) итальянского анатома и зоолога М. А. Северино. В начале XIX века Жорж Кювье обобщил накопленные материалы в пятитомной монографии «Лекции по сравнительной анатомии», опубликованной в 1800—1805 годах. В области сравнительной анатомии работал и Карл Бэр, установивший закон сходства зародышей. Материалы, накопленные со времен Аристотеля, были одними из первых доказательств эволюции, использованными Чарльзом Дарвином в своих работах. В XIX веке сравнительная анатомия, эмбриология и палеонтология стали важнейшими опорами эволюционной теории. В области сравнительной анатомии были опубликованы работы Мюллера и Эрнста Геккеля, разработавших учение о рекапитуляции органов в онтогенезе — Биогенетический закон. В советские времена в области сравнительной анатомии работал академик Алексей Северцов, Иван Шмальгаузен и их последователи.

## Гомологичные и аналогичные органы
В сравнительной анатомии часто используют следующие понятия:
1. Гомологичные органы — сходные структуры у разных видов, имеющих общего предка. Гомологичные органы могут выполнять разные функции. Например, плавники дельфина, лапы тигра и крыло летучей мыши. Наличие гомологичных органов свидетельствует о том, что общий предок имел исходный орган, который изменялся в зависимости от среды обитания.
2. Аналогичные органы — сходные структуры у разных видов, не имеющих общего предка. Аналогичные органы имеют сходную функцию, однако имеют разное происхождение и строение. Аналогичными структурами можно назвать форму тела дельфинов и акул, которые эволюционировали в сходных условиях, но имели разных предков; крыло птицы, рыбы и комара; глаз человека, кальмара и стрекозы. Аналогичные органы являются примерами приспособления разных по происхождению органов к сходным условиям окружающей среды.

Впервые правила развития частных признаков были описаны Карлом Бэром.